# Denkowa-Stawiski Cup 2015
Denkowa-Stawiski Cup 2015 – szóste zawody łyżwiarstwa figurowego z cyklu Challenger Series 2015/2016. Zawody rozgrywano od 20 do 25 października 2015 roku w hali Winter Sports Palace w Sofii.
Wśród solistów triumfował reprezentant Uzbekistanu Misha Ge, natomiast w rywalizacji solistek Szwedka Isabelle Olsson. W parach tanecznych złoty medal zdobyli Turcy Alisa Agafonova i Alper Uçar.

## Wyniki

### Soliści
| Poz. | Zawodnik           | Nota łączna | SP  | SP    | FS  | FS     |
| ---- | ------------------ | ----------- | --- | ----- | --- | ------ |
| 1    | Misha Ge           | 210,14      | 2   | 65,65 | 1   | 144,49 |
| 2    | Julian Zhi Jie Yee | 197,42      | 1   | 67,24 | 3   | 130,18 |
| 3    | Matteo Rizzo       | 194,41      | 4   | 59,44 | 2   | 134,97 |
| 4    | Franz Streubel     | 193,94      | 3   | 65,48 | 4   | 128,46 |
| 5    | Dario Betti        | 166,48      | 6   | 56,52 | 5   | 109,96 |
| 6    | Abzał Rakymgalijew | 159,75      | 5   | 58,98 | 6   | 100,77 |
| 7    | Krzysztof Gała     | 146,97      | 7   | 47,50 | 7   | 99,47  |
| 8    | Slawik Hajrapetian | 145,34      | 8   | 47,05 | 8   | 98,29  |
| 9    | Iassen Petkov      | 116,66      | 9   | 35,76 | 9   | 80,90  |
| WD   | Romain Ponsart     | DNS         | DNS | DNS   | DNS | DNS    |

### Solistki
| Poz. | Zawodniczka             | Nota łączna | SP  | SP    | FS  | FS     |
| ---- | ----------------------- | ----------- | --- | ----- | --- | ------ |
| 1    | Isabelle Olsson         | 164,27      | 2   | 55,79 | 1   | 108,48 |
| 2    | Angelina Kučvaļska      | 163,26      | 3   | 55,22 | 2   | 108,04 |
| 3    | Anne Line Gjersem       | 156,71      | 1   | 56,12 | 3   | 100,59 |
| 4    | Roberta Rodeghiero      | 149,81      | 6   | 49,50 | 4   | 100,31 |
| 5    | Kerstin Frank           | 149,57      | 4   | 52,14 | 5   | 97,43  |
| 6    | Brooklee Han            | 145,16      | 5   | 50,95 | 6   | 94,21  |
| 7    | Son Suh-hyun            | 133,81      | 9   | 44,03 | 7   | 89,78  |
| 8    | Johanna Allik           | 130,96      | 8   | 44,69 | 8   | 86,27  |
| 9    | Kim Kyu-eun             | 130,85      | 7   | 48,67 | 9   | 82,18  |
| 10   | Birce Atabey            | 114,73      | 10  | 38,22 | 10  | 76,51  |
| 11   | Beata Papp              | 113,93      | 11  | 37,67 | 11  | 76,26  |
| 12   | Sinem Kuyucu            | 101,95      | 13  | 33,84 | 12  | 68,11  |
| 13   | Hristina Vassileva      | 92,44       | 12  | 35,20 | 13  | 57,24  |
| 14   | Daniela Stoeva          | 76,27       | 14  | 26,90 | 14  | 49,37  |
| WD   | Guia Maria Tagliapietra | DNS         | DNS | DNS   | DNS | DNS    |

### Pary taneczne
| Poz. | Zawodnicy                               | Nota łączna | SD | SD    | FD | FD    |
| ---- | --------------------------------------- | ----------- | -- | ----- | -- | ----- |
| 1    | Alisa Agafonova / Alper Uçar            | 151,74      | 1  | 58,76 | 1  | 92,98 |
| 2    | Wiktoryja Kawalowa / Jurij Bielajew     | 148,08      | 2  | 57,62 | 2  | 90,46 |
| 3    | Ludmiła Sośnicka / Pawieł Gołowisznokow | 136,38      | 4  | 52,66 | 3  | 83,72 |
| 4    | Misato Komatsubara / Andrea Fabbri      | 130,88      | 5  | 48,14 | 4  | 82,74 |
| 5    | Barbora Silná / Juri Kurakin            | 129,26      | 3  | 56,32 | 6  | 72,94 |
| 6    | Olga Jakushina / Andrey Nevskiy         | 119,40      | 6  | 44,94 | 5  | 74,46 |
| 7    | Mathilde Dias / Jean-Denis Sanchis      | 91,26       | 7  | 36,70 | 7  | 54,56 |